# کوه باک (واشنگتن)
کوه باک (به انگلیسی: Buck Mountain) یک کوه در ایالات متحده آمریکا است که در واشینگتن واقع شده‌است. کوه باک ۲٬۵۹۹٫۳۷ متر بالاتر از سطح دریا واقع شده‌است.